# Phil Mills
Phil Mills (ur. 30 sierpnia 1963 w Trefeglwys) - walijski sportowiec, pilot rajdowy.
Jego debiut w Rajdowych Mistrzostwach Świata miał miejsce w 1994 roku. Wraz z norweskim kierowcą Petterem Solbergiem występował w zespole Subaru, w 2003 roku zdobyli tytuł Rajdowego Mistrza Świata.